# دونالد إيفانز (فنان)
دونالد إيفانز (بالإنجليزية: Donald Evans)‏ هو فنان أمريكي، ولد في 28 أغسطس 1945، وتوفي في 29 أبريل 1977 في أمستردام في هولندا.